# Eusarsiella fax
Eusarsiella fax is een mosselkreeftjessoort uit de familie van de Sarsiellidae. De wetenschappelijke naam van de soort is voor het eerst geldig gepubliceerd in 2007 door Kornicker, Iliffe & Harrison-Nelson.